# Station Crissé
Station Crissé is een spoorwegstation in de Franse gemeente Crissé.